# Сегама
Сегама (баск. Zegama (офіційна назва), ісп. Cegama) — муніципалітет в Іспанії, у складі автономної спільноти Країна Басків, у провінції Гіпускоа. Населення — 1492 особи (2009).
Муніципалітет розташований на відстані близько 310 км на північ від Мадрида, 45 км на південний захід від Сан-Себастьяна.
На території муніципалітету розташовані такі населені пункти: (дані про населення за 2009 рік)
- Аррієтас: 68 осіб
- Баррен-Альдеа: 96 осіб
- Сегама: 1201 особа
- Гояльдеа: 89 осіб
- Оларан: 38 осіб

## Демографія
Динаміка населення (INE ):

## Галерея зображень

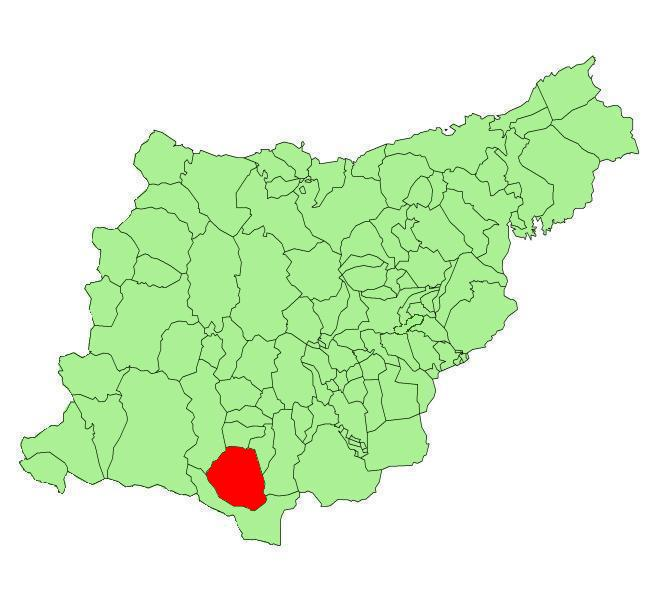
Розташування муніципалітету
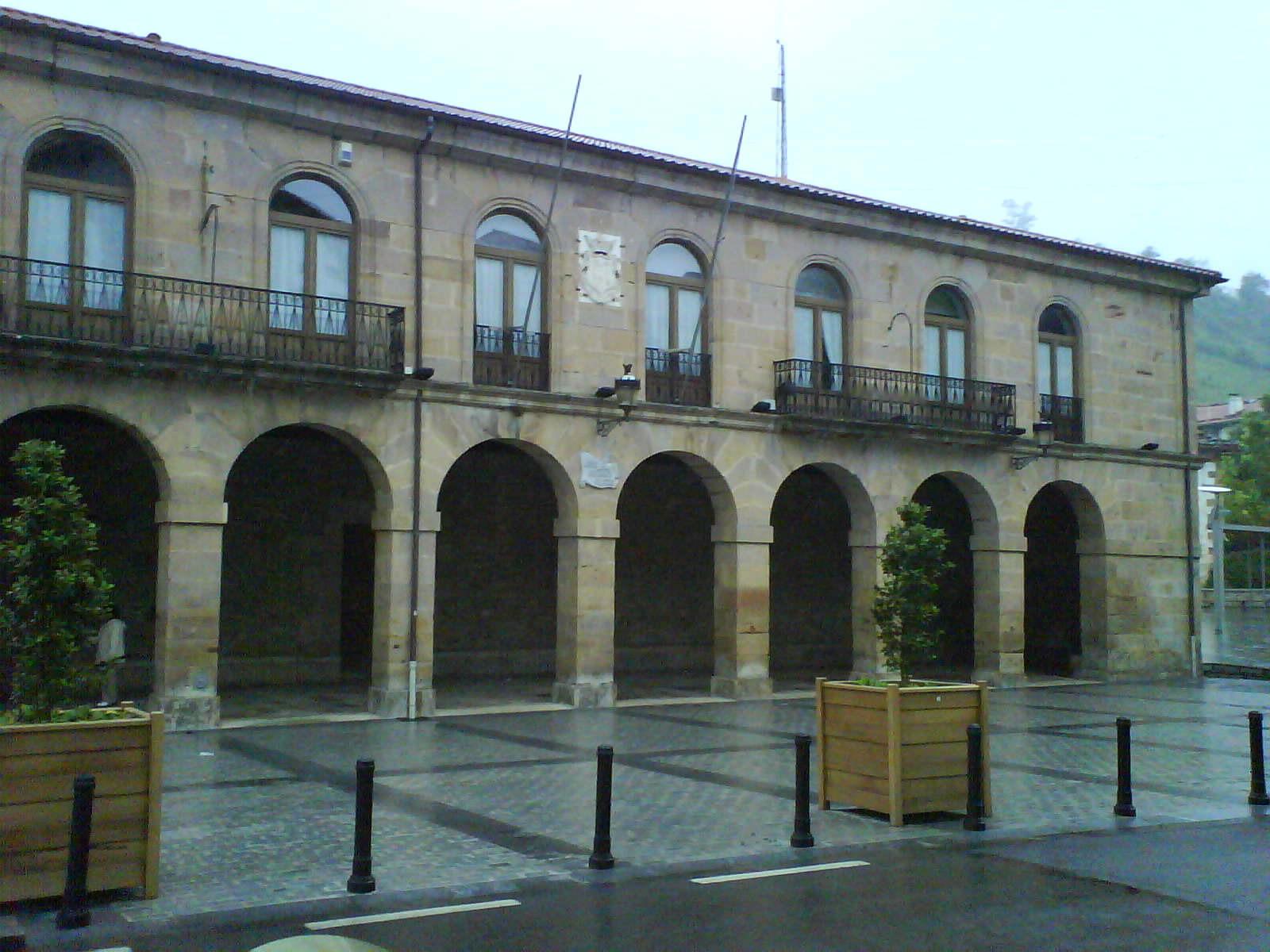
Муніципальна рада